# Camera (film)
Room este un film dramatic din 2015 regizat de Lenny Abrahamson. Rolurile principale au fost interpretate de actorii Joan Allen, Jacob Tremblay și Brie Larson. În 2016 a fost nominalizat la Premiul Oscar pentru cel mai bun film. Scenariul este scris de  Emma Donoghue după un roman omonim de Emma Donoghue. Filmul prezintă cum o femeie și fiul ei de 5 ani văd lumea după ce au stat închiși ani de zile într-un spațiu strâmt. 

## Distribuție
- Brie Larson - Joy "Ma" Newsome
- Jacob Tremblay - Jack Newsome
- Joan Allen - Nancy Newsome
- William H. Macy - Robert Newsome
- Sean Bridgers - Old Nick
- Tom McCamus - Leo
- Amanda Brugel - Officer Parker
- Joe Pingue - Officer Grabowski
- Megan Park - Laura
- Cas Anvar - Dr. Mittal
- Wendy Crewson - Talk Show Hostess